# María Eugenia González
María Eugenia Padua González (Chilpancingo, 19 de julio de 1956-Chilpancingo, 19 de mayo de 2010), fue una maestra y escritora mexicana, fue la primera esposa del expresidente de Guatemala, Alfonso Portillo.

## Biografía
María Eugenia Padua González, nació el 19 de julio de 1956 en Chilpancingo, Guerrero, región sur de México, realizó sus estudios de Licenciatura en Derecho y Ciencias Sociales en la Universidad Autónoma de Guerrero; cursó la Maestría en Sociología y el Doctorado en la Universidad Nacional Autónoma de México. Fue profesora-investigadora de la Maestría en Derecho de la Facultad de Derecho y Ciencias Sociales de la UAG y tutora del Posgrado de derecho de la Universidad Nacional Autónoma de México.  
Publicó entre sus obras, el libro Evolución socio-jurídica del artículo 27 constitucional –comentarios a las reformas de 1992 (UAG, México, 1994) y México en el Umbral del Siglo XXI Los efectos de la Globalización Publicó artículos y ensayos en diversas revistas de prestigio nacional e internacional: Estudios Políticos de la FCPyS de la UNAM, Crítica Jurídica del Instituto de Investigaciones Jurídicas de la UNAM; Reflexiones Jurídicas de la Maestría en Derecho Público en la UAG; Sociología del Diritto del Istituto di Filosofía e Sociología del Diritto –Universidad degli Studi di Milano-Italia; Universidad de California Davis Journal International Law & Policy, entre otras. Investigadora nacional y miembro del Comité para la Investigación en Sociología Jurídica de la Asociación Internacional de la Sociología. En 1982 contrajo matrimonio con el expresidente de Guatemala Alfonso Portillo, con quien procreó una hija. Al igual que su exesposo ella se vinculó a organizaciones de indígenas y de izquierda. 

### Muerte
El 18 de mayo de 2010 la familia Portillo González recibió la noticia de que María Eugenia Padua González había sido encontrada muerta dentro de su residencia en Chilpancingo, Guerrero, México. Las primeras averiguaciones de las autoridades mexicanas plantearon un posible suicidio.